# Lluís Pascual Roca
Lluís Pascual Roca (Santa Coloma de Cervelló, 26 de maig de 1900 - Barcelona, 9 de maig de 1951 fou el president de la Cambra Oficial Sindical Agrària de Barcelona. Va ser nomenat cavaller de la Gran Cruz del Mérito Agrícola.
A Sant Boi hi ha un carrer amb el seu nom.